# أحمد كفافي
أحمد كفافي هو كاتب وقاص (وصحفي سابقًا) مصري وعضوٌ في اتحاد الكتاب المصري. صدرت له عددٌ من الروايات لعلّ أبرزها حبيبى أون لاين التي نُشرت عام 2010، كما له عددٌ من المجموعات القصصيّة لعلّ أبرزها نمولة حائرة التي نُشرت عام 2003، ودش سيدات التي صدرت عام 2015.

## الحياة المُبكّرة
وُلد أحمد كفافي في العاصمة المصريّة القاهرة وترعرع ثمّ درس هناك. اقتحمَ عالم الكتابة في سنّ صغيرة حيث بدأ يُؤلّف بعض الكتيّبات وهو طالبٌ بالمدرسة الإعداديّة، ثمّ زاد من غزارة إنتاجه ولو بشكلٍ محليّ حينما بدأ دراسة اللغة الإنجليزية وآدابها بكلية الآداب بجامعة القاهرة.

## المسيرة المهنيّة
بدأ أحمد كفافي مسيرتهُ المهنيّة في مجال القصة القصيرة والرواية منذ أن كان طالبًا بالمدرسة الإعدادية وكذا حينما كان في الثانويّة ثمّ في الجامعة حين نشر بعض الكُتيّبات. عمل مدرسًا للغة الإنجليزية لعدة سنوات ثم مراسلاً وصحفيًا بالجرائد والمجلات الإنجليزية ببعض دول الخليج العربي. يقولُ أحمد أنه استفادَ من العمل في أقسام التحقيقات حيث لعبت هذه الأقسام دورًا مهمًا في تطويرِ مهاراتهِ وقدراته البحثيّة بل فتحت له آفاق وعوالم جديدة وخاصّة في مجال الأدب. نشر أحمد كفافي عشرات التحقيقات المصورة والإخبارية باللغتين الإنجليزية والعربية علاوة على عددٍ من التحليلات والتقارير الصحفية.
صدرت أول رواية له عام 1990 بعنوان «دعوة للموت» والتي ناقش فيها موضوع الموت الرحيم الذي كان حينها موضعًا جدليًا في الأوساط الإسلامية والغربية على السواء. ألّف بعد ذلك بثلاث سنوات وبالضبطِ في عام 1993 روايته الثانية تحتَ عنوان «بين بين» وهي الرواية التي عالج من خلالها موضوع حبّ التملك الإندماجي في العلاقات العاطفية، والتي حازت على إعجاب النقاد والقراء. صدرت له في عام 1995 أول مجموعة قصصية بعنوان( مذكرات عانس) ووهي المجموعة التي تُرجمت إلى اللغة الإنجليزية عام 2005. سلَّط كفافي في هذه المجموعة القصصيّة الضوء على الشكل الجديد للعنوسة في العالم العربي بعد أن ظلَّت حبيسة صورة تقليدية تتسمُ بالقبح والقهر بحسبِ ما أكّد في أحدِ حواراتهِ مع صحيفة محليّة؛ وأضاف أنّ جديد الرواية هو شكلها الذي احتوى على حكايات اجتماعية تم سردها داخل رواية قصيرة ثم محتواها الذي تنبأ قبل أكثر من عشر سنوات من ظهور مواقع على شاكلة «عانس للتغيير» أو «خليها تعنس» عبرت من خلاله المرأة لأول مرة عن رفضها لأن تقع فريسة لرجلٍ من أجل أن تهرب من فخٍ إسمه أزمة الزواج التي بدأت – بحسبِ الكاتب – بعزوف الرجل عن دخول قفص الزوجية لإعتبارات مادية وأخرى تتعلق برغبته في أن يقرن تحرر المرأة واستقلاليتها بالعنوسة وفوات قطار الزواج.
تُعتبر «نمولة حائرة» المجموعة القصصية الثانية لأحمد كفافي التي صدرت عام 2003 (تُرجمت للإنجليزية عام 2004)، وتُعتبر هذه المجموعة ترجمة حقيقيّة لعمله الصحفي إذ كانت بمثابة مزيجٍ من المشاهدات الفعلية والمتابعات الإخبارية لحلبات الصراع في الوطن العربي وضحاياها من أبرياء الرجال والنساء والأطفال حسب ما وردَ في مقدّمة المجموعة. أبرزُ ما ورد في هذه المجموعة القصصيّة قصة بعنوان «ليلة فرح» وهي القصّة التي صوَّرت الصراع الذي تخوضه إمراة إيرانية وأخرى عراقية من أجل الفوز برفات جندس مجهول قُتل في معركةٍ ما. رفاتٌ تظنُّ كلتاهما أنه لابنها فرح.
نشر كفافي مطلع عام 2010 رواية حبيبى أون لاين التي بلغ عدد صفحاتها أربعمائة صفحة تقريبًا، وهي الرواية التي حقّقت نجاحًا من حيث المبيعات وزادت معها من شهرة كاتبها. صُنّفت الرواية على أنها أول رواية عربية كُتبت من أولها إلى أخرها بطريقة الدردشة، أي المحادثة بين شخصين عن طريق الإنترنت. أثارت الرواية حينها بعض الجدل كما طرحت العديد من التساؤلات كان أولها دخول تقنيات الإنترنت إلى سرديات الرواية والقصة القصيرة وبزوغ العالم الإفتراضي الذي تجري فيه الأحداث على شاشات الكمبييوتر.

## قائمة أعماله
هذه قائمةٌ بأبرز أعمال الكاتب المصري أحمد كفافي:
- دعوة للموت (1990)
- بين بين (1993)[12]
- حبيبى أون لاين (2010)[13]
- الشحاتة في صيف يناير (2013)[14]

وله مجموعات قصصيّة أخرى لعلّ هذه أبرزها:
- مذكرات عانس (1995)
- نمولة حائرة (2003)
- دش سيدات وقصص أخرى (2015)